# Фульвия да Корреджо
Фу́львия да Корре́джо (итал. Fulvia da Correggio; 10 февраля 1543, Корреджо, графство Корреджо — 7 октября 1590, Мирандола, синьория Мирандола) — принцесса из дома да Корреджо, дочь Ипполито да Корреджо, суверенного графа Корреджо. Вторая жена синьора и графа Лудовико II Пико делла Мирандола; в замужестве — синьора Мирандолы и графиня Конкордии. В 1568—1590 годах была регентом синьории Мирандолы и графства Конкордии.

## Биография

### Семья и ранние годы
Родилась 10 февраля 1543 года в Корреджо. Фульвия была единственным ребёнком в семье Ипполито I да Корреджо, суверенного графа Корреджо, графа Священной Римской империи и Кьяры да Корреджо. По отцовской линии приходилась внучкой кондотьеру Джиберто VII да Корреджо, суверенному графу Корреджо и Веронике Гамбара, известной ренессансной поэтессе из рода графов Гамбара. По материнской линии была внучкой Джанфранческо да Корреджо, графа Корреджо и Елизаветы даль Корно.
Ранние годы принцессы прошли при дворе в Корреджо. В 1552 году Фульвия потеряла отца, и заботу о племяннице взял на себя дядя по отцовской линии, кардинал Джироламо да Корреджо, под присмотром которого она получила хорошее образование. В 1557 году, во время осады Корреджо, вместе с семьёй, Фульвия бежала в Мантую, где под руководством Микеле Гавассути она продемонстрировала выдающиеся результаты в области классических языков и литературы.

### Брак и потомство
5 сентября 1560 года был заключён брак по доверенности между Фульвией да Корреджо и Лудовико II Пико (1527 — 1568), синьором Мирандолы и графом Конкордии. На церемонии в Корреджо жениха представлял капитан Николо Лоски. В 1561 году состоялась официальная свадьба. Невеста принесла с собой приданное в 80 000 скудо. Для синьора Мирандолы и графа Конкордии это был второй брак, которым он хотел подчеркнуть лояльность семьи Пико Священной Римской империи, союзниками которой были суверенные графы Корреджо. От первого брака с Ренатой д’Эсте, скончавшейся в 1555 году, у Лудовико II была дочь. В браке c Фульвией да Корреджо у него родились шестеро детей:
- Галеотто (1564 — 16.08.1597), князь Мирандолы и маркграф Конкордии под именем Галеотто III, кавалер ордена Святого Михаила, рыцарь Тевтонского и Мальтийского орденов;
- Федерико (1565 — 02.12.1602), князь Мирандолы и маркграф Конкордии под именем Федерико II, сочетался браком с Ипполитой д’Эсте[итал.] (6.11.1565 — 1.05.1602), дочерью Альфонсо д’Эсте, маркграфа Монтеккьо;
- Алессандро (15.05.1566 — 02.09.1637), герцог Мирандолы и маркграф Конкордии под именем Алессандро I, сочетался браком с Лаурой д’Эсте (27.03.1594 — 1630), дочерью Чезаре д’Эсте, герцога Модены и Реджо;
- Джованни, князь «Академии необразованных» (итал. Accademia Incolti) в Мирандоле;
- Лудовико;
- Рената (ум. 1607[5]), сочеталась браком с Франческо Сальвиати, синьором Гроттаминарды, флорентийским патрицием и непотом кардинала Антона Марии Сальвиати[6][4][7].

### Регентство
В 1568 году Лудовико II Пико скоропостижно скончался, не указав в завещании того, кто будет регентом при несовершеннолетнем наследнике. По предложению графа Новеллары Франческо II Гонзага правление было поделено между Фульвией и братьями покойного мужа — кондотьером Ипполито и бывшим епископом Луиджи, который отказался от сана ради женитьбы. Оба деверя вдовствующей синьоры и графини придерживались профранцузской ориентации, и двор в Париже рассчитывал через них вернуть своё влияние на двор в Мирандоле. Однако в следующем году Ипполито умер, а конфликты между Фульвией и Луиджи, ранее носившие скрытый характер, переросли в откровенную вражду. Вдовствующая синьора и графиня, демонстрируя доброжелательное отношение ко Французскому королевству, сохраняла лояльность к Священной Римской империи. Ни гарнизон из двухсот военных, размещённый французским королём в Мирандоле, ни уговоры неверского герцога Лудовико Гонзага не изменили её проавстрийской ориентации.
В 1572 году из Парижа в Мирандолу по приглашению Луиджи Пико прибыли его сёстры — Фульвия, графиня де Рандан и Сильвия, графиня де Ларошфуко, по совету которых он отправился в Париж, чтобы просить французского короля признать его единоличным правителем во владениях дома Пико. Узнав об этом, Фульвия во главе свиты из представителей мирандольской аристократии прибыла в Венецию, где смогла заручиться поддержкой Ринальдо Ферье, посла Французского королевства в Венецианской республике. Когда в 1573 году Луиджи вернулся в Мирандолу, Фульвия приказала закрыть перед ним ворота. Под давлением вдовствующей синьоры и графини город были вынуждены покинуть и обе её золовки. Причины своего поступка Фульвия объяснила в письмах ко дворам в Мантуе и Ферраре, а начатое расследование двором в Париже, которое было поручено тому же Ринальдо Ферье, завершилось окончательным признанием Фульвии единоличной правительницей во владениях дома Пико. Год спустя в Мирандоле ею был раскрыт заговор. Заговорщики планировали отравить Фульвию. Дворянин Джулио Пояни из окружения близкого к Луиджи Пико под пытками признал себя виновным и был казнён.
Таланты администратора и управленца, которыми обладала Фульвия, способствовали превращению Мирандолы в один из развитых и стабильных феодов своего времени. Она непреклонно отстаивала интересы дома Пико, деликатно решая сложные проблемы. Дипломатическими способностями Фульвии восхищались вдовствующая королева Франции Екатерина Медичи, король Генрих III и королева Елизавета I. Во время своего регентства ей удалось избавиться как от профранцузской партии при дворе в Мирандоле, так и от гарнизона французского короля, заявив, что Мирандола не получила от Парижа денег, обещанных на его содержание. Фульвии также удалось пресечь все попытки на власть во владениях дома со стороны Джироламо Пико, последнего потомка Джанфранческо II Пико делла Мирандола, и, опираясь на поддержку кардинала Луиджи д’Эсте, получить во владение феод Сан-Мартино-Спино.

### Поздние годы
После завершения официального периода регентства Фульвия осталась фактической правительницей синьории Мирандолы и графства Конкордии по причине слабого здоровья её старшего сына Галеотто, который страдал эпилептическими припадками. Двух других сыновей, Федерико и Алессандро, она отправила учиться в Феррарский университет, где те изучали классические языки и литературу, философию и математику, а затем в Падуанский университет, где они изучали право. Фульвия вела активное строительство в Мирандоле. При ней были проложены новые дороги и обустроены улицы, возведены бастионы, укрепившие обороноспособность крепостных стен, построена церковь Святой Екатерины с монастырём капуцинов и благотворительный ломбард, ныне носящий название народной галереи. Для основания последнего в 1588 году вдовствующая синьора и графиня обратилась к римскому папе Сиксту V с формальной просьбой о дозволении предоставлять малоимущим подданным синьории ссуды под пять процентов годовых. Решение регента поддержал епископ Клаудио Рангони, однако просьба Фульвии была удовлетворена римским папой Климентом VIII лишь в сентябре 1597 года уже после смерти просительницы. В своём завещании от 5 октября 1590 года вдовствующая синьора и графиня оставила большую сумму денег на строительство нового здания благотворительного ломбарда. За все свои строительные и ремонтные работы, преобразившие Мирандолу,  в народе её прозвали Восстановительницей. Превосходные умственные способности и забота о подданных заслужили ей уважение современников, среди которых был и поэт Торквато Тассо.
Фульвия да Корреджо умерла 7 октября 1570 года. Перед смертью она провела одиннадцать дней в агонии. Её останки были погребены в церкви Святой Екатерины при монастыре капуцинов в Мирандоле.